# Filippo Cammarano
Filippo Cammarano (Palermo, 16 agosto 1764 – Napoli, 19 dicembre 1842) è stato un commediografo e attore teatrale italiano.

## Biografia
Filippo Cammarano nasce a Palermo nel 1764. Figlio d'arte, suo padre era Giancola Cammarano, attore del teatro napoletano che interpretò il ruolo di Pulcinella per più di trent'anni al teatro San Carlino di Napoli.
Ben presto, i genitori Giancola Cammarano e Caterina Sapuppo si trasferiscono a Napoli, dove Filippo apprende l'arte del teatro nella compagnia paterna. Svolge quindi una feconda carriera di artista, prima al teatro Fenice e in seguito al San Carlino, riprendendo dapprima i ruoli che erano di suo padre (Pulcinella) e in seguito ruoli da "mezzo carattere", ossa ruoli da attore caratterista però secondari all'interno della compagnia.
Filippo Cammarano ha associato la sua ricca carriera di attore ad una enorme produzione che raggruppa più di un centinaio di lavori, fra teatro, poesia e riduzioni letterarie, in particolare di Carlo Goldoni e Gennaro D'Avino. 
Il panorama del teatro dialettale a Napoli di inizio Ottocento era popolato da piccole compagnie che recitavano essenzialmente commedie dall'umorismo grottesco e facile oppure sceneggiate atte a colpire il pubblico con un facile sentimentalismo. Filippo Cammarano si dedica quindi a produrre un teatro colto, mirando a risollevare il livello delle rappresentazioni. Lo fa introducendo una più complessa psicologia dei personaggi e variando il genere delle rappresentazioni. Oltre ad adattare alle dinamiche e ai personaggi napoletani alcune opere di Goldoni, introduce nei suoi lavori originali intrecci tratti dalle Mille e una notte o anche ad episodi della cronaca contemporanea, come il brigantaggio.
Sebbene la sua prima commedia Rachele e Ippolita, ossia Il comico inglese l'ha scritta a 10 anni, Cammarano intraprende ad adattare dapprima Annella tavernara di Porta Capuana di  Gennaro D'Avino e in seguito l'opera di Goldoni, come con Le baruffe chiozzotte che sono rese in napoletano con Lli funnacchere de lo Molo Piccolo. Scrive libretti per drammi musicali, come Il villano in angustie nel 1809, rappresentata al Teatro de' Fiorentini. 
Si sposa con la nota cantante Rosalia Vitellaro, con la quale ha nove figli, di cui molti si dedicarono allo spettacolo, come le figlie Clementina, Vincenzina e Rosalinda. Si ritira infine dalle scene nel 1832, ricco di una pensione di 30 ducati concessagli da Ferdinando II di Borbone.

## Opere(elenco parziale)
- Rachele e Ippolita, ossia il comico inglese (1775 ca.)
- L'inganno per amore (1797)
- La vigilanza o sia Il medico notturno con Pulcinella cieco, e muto per la fame (1802)
- Il villano in angustie (1809)
- Il Chirurgo di Aquisgrana (1812)
- Pulcinella molinaro (1814)
- Lo Sguizzero 'mbriaco dint'a lo vascio di sie Stella
- Lo bello Gasparo e basta così
- Lli funnacchere de lo Molo Piccolo
- Le luciane
- La festa dell'archetiello
- Appassionate de lo ventaglio (1831)
- Vierze strambe e bisbetece (1837)
- Uno in tre (1840)